# Асон
Асон (фр. Asson) насеље је и општина у југозападној Француској у региону Аквитанија, у департману Атлантски Пиринеји која припада префектури По.
По подацима из 2011. године у општини је живело 2036 становника, а густина насељености је износила 24,52 становника/km². Општина се простире на површини од 83 km². Налази се на средњој надморској висини од 330 метара (максималној 1.848 m, а минималној 255 m).

## Демографија
| 1962. | 1968. | 1975. | 1982. | 1990. | 1999. | 2011. |
| ----- | ----- | ----- | ----- | ----- | ----- | ----- |
| 1.506 | 1.527 | 1.676 | 1.644 | 1.652 | 1.771 | 2.036 |

График промене броја становника у току последњих година